# Huo Shen Patera
L'Huo Shen Patera è una struttura geologica della superficie di Io.